# چری آریزو ۷
چری آریزو ۷ یک سدان اندازه متوسط است که توسط چری تولید شده‌است و از خودروهای اقتصادی این برند به حساب می‌آید.

## بررسی اجمالی
پیش نمایش آریزو ۷ توسط چری آلفا ۷ مفهومی بود که در نمایشگاه خودرو شانگهای ۲۰۱۳ معرفی شد. نسخه تولیدی آن در اواخر سال ۲۰۱۳ با قیمت‌های ۷۸۹۰۰ تا ۱۲۶۹۰۰ یوان در بازار خودرو چین عرضه شد.

قدرت چری آریزو ۷ از دو نوع موتور بدست می‌آید، یکی موتور ۱٫۶ لیتری با قدرت ۱۲۶ اسب بخار و ۱۶۰ نیوتن‌متر گشتاور، همراه با گیربکس ۵ سرعته دستی یا سی‌وی‌تی. موتور بعدی یک موتور ۱٫۵ لیتری توربو است که بعداً اضافه شد، و ۱۴۷ اسب بخار قدرت و ۲۲۰ نیوتن‌متر گشتاور تولید می‌کند و به همان گیربکس ۵ سرعته دستی یا سی‌وی‌تی متصل می‌شود.

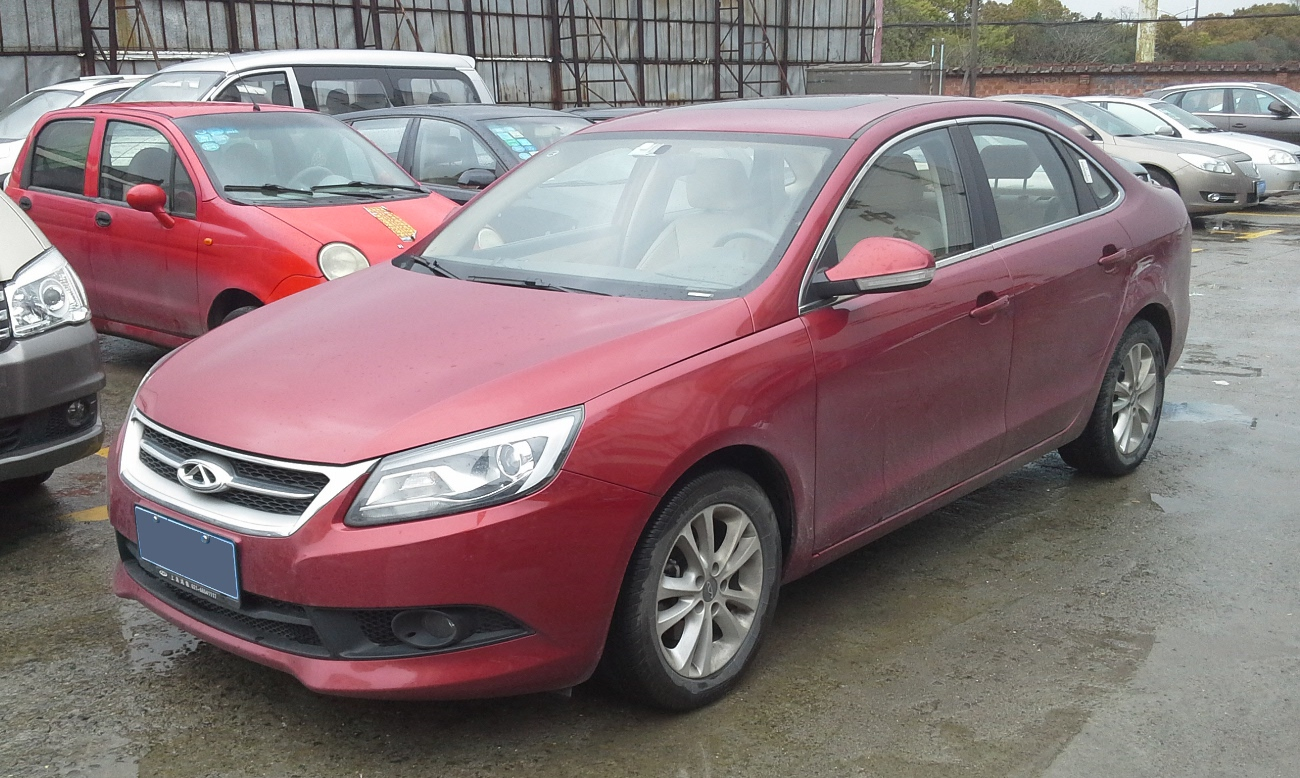
چری آریزو ۷ (جلو)
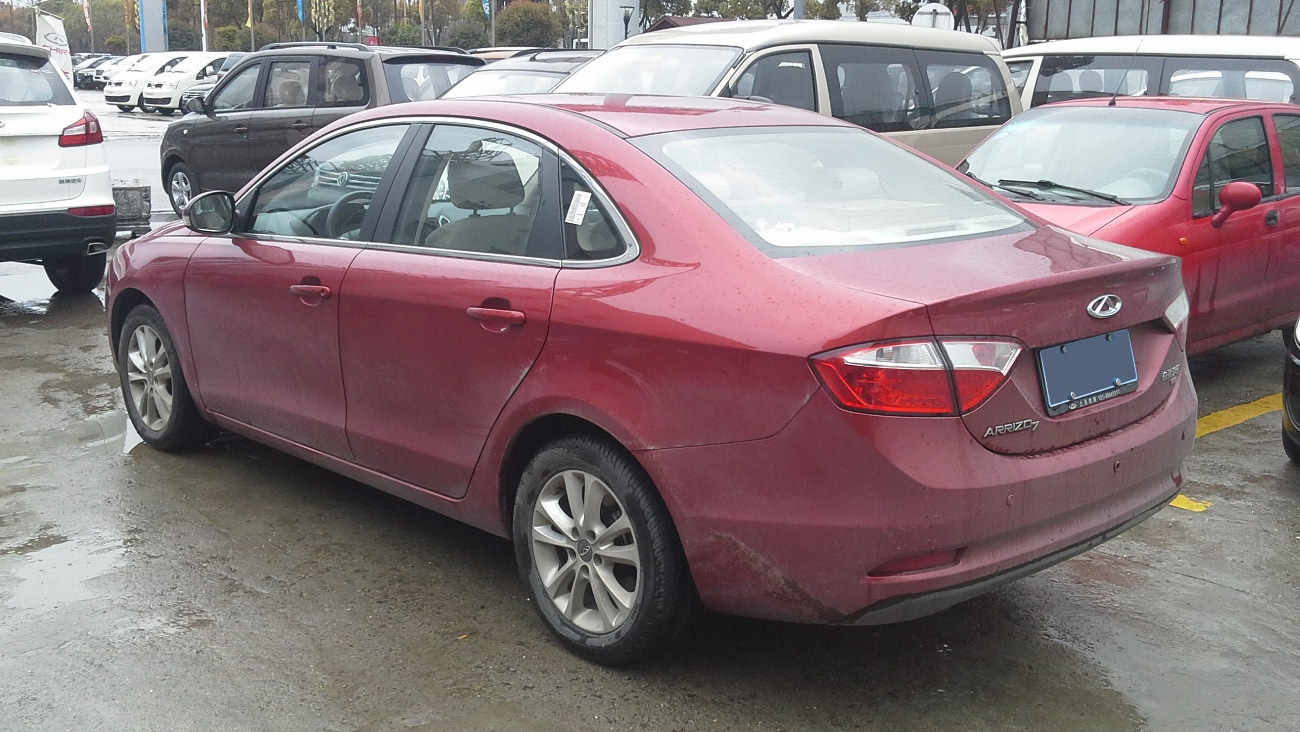
چری آریزو ۷ (عقب)
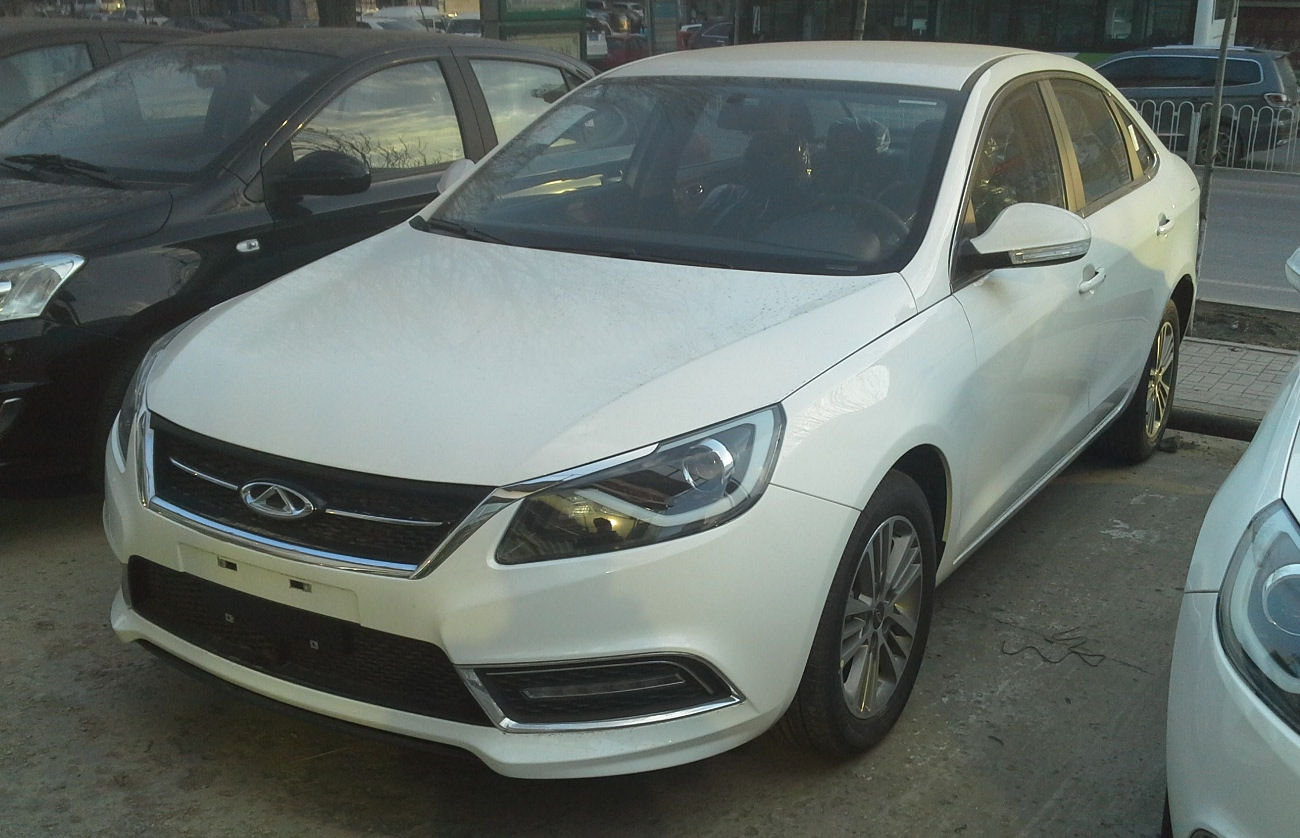
چری آریزو ۷ فیس‌لیفت (جلو)

## آریزو ۷ای
چری آریزو ۷ای خودروی هیبریدی پلاگین آریزو ۷ است. قیمت آریزو ۷ای که در اوایل سال ۲۰۱۶ در بازار چین عرضه شد، از ۱۷۹۹۰۰ یوان شروع می‌شود. سیستم هیبریدی پلاگین از ۱۲۶ اسب بخار (۹۴ کیلووات؛ ۱۲۸ اسب بخار متری) موتور ۱٫۶ لیتری چهارسیلندر و یک موتور الکتریکی با ۷۵ اسب بخار (۵۶ کیلووات). ظرفیت باتری ۹٫۳ کیلووات ساعت است که با برق خالص برد ۵۰ کیلومتر و مدت زمان شارژ ۵ ساعت را ایجاد می‌کند. مصرف سوخت ۲٫۲ لیتر در ۱۰۰ کیلومتر است. حداکثر سرعت ۱۸۰ کیلومتر بر ساعت (۱۱۲ مایل بر ساعت) با وزن کل ۱٬۵۹۰ کیلوگرم (۳٬۵۱۰ پوند).